# یکه درخت
یکه درخت یک روستا در ایران است که در دهستان باقران واقع شده‌است.